# Pelagićevo (jezero)
Pelagićevo je jezero koje se nalazi u Bosni i Hercegovini i nastalo je šezdesetih godina prošlog stoljeća, iskopavanjem šljunka za potrebe izgradnje magistralne ceste Tuzla - Orašje.
Kompleks jezera je površine od oko 80 hektara, od čega 33 hektara obuhvata vodena površina jezera. Jezero, kao i zemljani kompleks oko jezera nalazi se na teritoriji općine Pelagićevo.